# Additieve kleurmenging
Additieve kleurmenging ontstaat door menging van licht van verschillende kleuren. Door de menging kan een andere kleur ontstaan. Rood, groen en blauw zijn de primaire kleuren. Wanneer de drie lichtbronnen van deze drie samenvallen, ontstaat in principe wit. De lichtsterkte van de drie kleuren moeten daarvoor goed op elkaar worden afgestemd, omdat anders een kleurzweem ontstaat. Additieve kleurmenging wordt onder andere gebruikt bij beeldschermen, waarbij elk van de drie lichtbronnen door een enkel lichtpunt, een pixel wordt gevormd. Voor het oog vallen de bronnen dan samen.
Additief komt van optellen, wat bij deze vorm van kleurmenging gebeurt. We beginnen zonder licht, met zwart, en voegen daar licht met bepaalde kleuren aan toe. Dit in tegenstelling tot subtractieve kleurmenging waarbij een of meer kleuren uit het opvallende licht geabsorbeerd worden.
De afkortingen voor de primaire kleuren R, G en B bij deze vorm van kleurmenging geven het bijbehorende systeem de naam RGB-kleursysteem.

## Secundaire additieve kleuren
primaire kleur · secundaire kleur · tertiaire kleur · complementaire kleur · kleurencirkel · partitieve kleurmenging · kleurcontrast · kleurtemperatuur

kleurcodering · kleurruimte · CIELAB · CMYK · HSL/HLS · HSV/HSB · HTML-kleuren · NCS · Pantone PMS · RAL · RGB · YIQ · YUV · YPbPr